# Herida de bala transmediastinal
Una herida de bala transmediastinal es un traumatismo penetrante en el tórax de una persona en el que la bala entra en el mediastino, posiblemente dañando algunas de las principales estructuras en esta área. La inestabilidad hemodinámica se ha informado en aproximadamente el cincuenta por ciento de los casos con una tasa de mortalidad que varía de veinte a cuarenta por ciento. Algunos estudios han demostrado una marcada mejoría en la tasa de mortalidad de los pacientes que sobrevivieron a la transferencia a la sala de operaciones en lugar de ser tratados quirúrgicamente en la sala de emergencia.

## Complicaciones
Las complicaciones causadas por una herida de bala transmediastinal pueden variar de leve a grave para la vida dependiendo de qué estructuras están dañadas. Puede ser rápidamente letal si una estructura importante está involucrada. Algunas de las posibles complicaciones causadas por una herida de bala transmediastinal son:
- Daño a grandes vasos como la vena cava, aorta, arterias pulmonares.
- Daño al músculo cardiaco.
- Hemorragia masiva.
- Taponamiento cardiaco.
- Hemomediastino.
- Neumomediastino.
- Traumatismo neurológico.
- En muchos casos hay neumotórax o hemotórax debido a la proximidad de los pulmones al mediastino.

## Evaluación

### Pacientes estables
Anteriormente todos los pacientes estables que habían sufrido una herida de bala transmediastinal recibieron extensa evaluación que incluía radiografía de tórax, esofagografía, esofagoscopia, angiografía, broncoscopia, ecocardiografía. Grossman encontró evidencia de que la trayectoria de la bala se puede delinear con el uso de tomografía computarizada (TC). Posteriormente otros estudios demostraron el uso de la TC como una herramienta de detección para pacientes estables que sufrían herida de bala transmediastinal es una herramienta confiable para descartar, diagnosticar y evitar lesiones perdidas. Por ejemplo, Stassen mostró datos de 22 pacientes estables que fueron examinados con TC, radiografía de tórax y ecografía abdominal; siete pacientes mostraron una TC positiva y requirieron una evaluación adicional, y de estos siete pacientes, tres requerían tratamiento quirúrgico. Adicionalmente el trabajo de Burack, cuya evaluación de los pacientes estables con traumatismos penetrantes en el mediastino —esta vez incluyendo heridas de puñalada— se basó principalmente en la TC y la ecografía, mostró resultados similares. El trabajo de Ibirogba lo hizo también. Datos recientes sugieren que el uso de la tomografía computarizada con algunas técnicas no invasivas adicionales, como el ultrasonido y la radiología de tórax, son herramientas de detección fiables para decidir si los pacientes necesitan una evaluación adicional.[cita requerida]

### Pacientes inestables
Los criterios para definir un paciente como estable o inestable podrían tener variaciones de una institución a otra. Por ejemplo, Burack utilizó una lista de 6 criterios en su artículo que definían un estado hemodinámico inestable:
1. Paro cardiaco traumático o detención cercana y un EDT.[aclaración requerida]
2. Taponamiento cardiaco.
3. Shock persistente ATLS clase III a pesar de la reanimación con líquido (pérdida de sangre de 1500-2000 ml, frecuencia de pulso superior a 120, disminución de la presión arterial).
4. Salida del tubo torácico superior a 1500 ml de sangre en la inserción.
5. Salida del tubo torácico superior a 500 ml por hora para la hora inicial.
6. Hemotórax masivo después del drenaje del tubo torácico.

Un criterio común encontrado en la literatura es una presión arterial sistólica sostenida de menos de 100 mmHg, pero esto puede ser una simplificación excesiva. Los pacientes con evidencia clínica de posible herida de bala transmediastinal que se consideran inestables no reciben ninguna otra evaluación y son llevados inmediatamente a la cirugía.[cita requerida]

## Manejo

### Estable
Los pacientes estables serán evaluados con TC, ultrasonido, radiografía de tórax como especifica el protocolo de la institución. Cuando esta encuesta inicial es negativa, el paciente puede ser observado con un manejo conservador. En muchos casos, se requieren tubos torácicos debido a lesiones concomitantes en la cavidad pleural. Si es posible encontrar lesiones (por ejemplo, una trayectoria del proyectil cerca de la tráquea o esófago o neumomediastino) se seguirá la investigación con esofagografía, esofagoscopia, angiografía, broncoscopia según sea necesario para descartar o confirmar tal lesión y decidir si la reparación quirúrgica es garantizado.

### Inestable
Los pacientes inestables son manejados por exploración operatoria del mediastino. Los pacientes moribundos pasarán por una toracotomía del departamento de emergencia. Esta medida se toma porque a su llegada a la sala de emergencias, estos pacientes están en tal estado crítico que no sobrevivirían el tiempo suficiente para ser transferidos a una sala de operaciones. El resultado es muy pobre. Burack informó sólo 2,8 de supervivencia de estos pacientes en su estudio. En un estudio de Van Waes (que incluyó todas las lesiones penetrantes torácicas, no sólo transmediastinales) después de la toracotomía del departamento de emergencia fue del 25%. En otras circunstancias, el paciente inestable es inmediatamente trasladado a la sala de operaciones para exploración mediante toracotomía o esternotomía. La tasa de supervivencia se ha reportado hasta 75% cuando el paciente es capaz de llegar a la sala de operaciones.[cita requerida]